# 三河町 (前橋市)
三河町（みかわちょう）は、群馬県前橋市の地名。一丁目および二丁目がある。郵便番号は371-0015。2013年現在の面積は0.27km2。

## 地理
古利根川が形成した広瀬川低地帯、同川右岸の前橋台地崖に面して立地している。

### 河川
- 広瀬川
- 端気川
- 馬場川

## 歴史
1966年に前橋市の旧町名である5町の各一部が合併し、成立した地名である。

### 年表
- 1966年10月1日萱町、芳町、大塚町、新町の各一部から三河町一丁目、片貝町、大塚町、中川町の各一部から三河町二丁目が成立。

### 地名の由来
広瀬川、端気川、馬場川の3河川に囲まれていることに由来する。

## 世帯数と人口
2017年（平成29年）8月31日現在の世帯数と人口は以下の通りである。
| 丁目         | 世帯数  | 人口    |
| ------------ | ------- | ------- |
| 三河町一丁目 | 327世帯 | 603人   |
| 三河町二丁目 | 320世帯 | 538人   |
| 計           | 647世帯 | 1,141人 |

## 小・中学校の学区
市立小・中学校に通う場合、学区は以下の通りとなる。
| 丁目         | 番地 | 小学校             | 中学校               |
| ------------ | ---- | ------------------ | -------------------- |
| 三河町一丁目 | 全域 | 前橋市立中川小学校 | 前橋市立みずき中学校 |
| 三河町二丁目 | 全域 | 前橋市立中川小学校 | 前橋市立みずき中学校 |

## 交通

### 鉄道
鉄道駅はない。

### 道路
県道は通っておらず、国道50号が通っている。

## 施設
- 前橋市立中川小学校